# Jean Thiriart
Jean-François Thiriart (Bruxelles, 22 marzo 1922 – Bruxelles, 23 novembre 1992) è stato un politico belga fondatore di Giovane Europa.

## Biografia
Jean Thiriart nacque in una famiglia di Liegi connotata da simpatie progressiste e liberali. Militò  dapprima nella Gioventù socialista e quindi nell'Unione socialista antifascista. Durante la seconda guerra mondiale partecipò attivamente al Fichte Bund (un'associazione nazionalsocialista nata negli anni venti) e in seguito nel gruppo "Amis du Grand Reich allemand" (amici del grande Reich), un'associazione che raggruppava vecchi militanti dell'estrema sinistra belga, divenuti favorevoli all'alleanza con la Germania di Hitler. Jean Thiriart può essere considerato un pensatore "nazional-comunista" favorevole al richiamo nazional-comunitario dell'Europa. Un'ideologia, questa, che mette insieme nazionalismo europeo e nazionalismo comunista.

### Creazione del Movimento di Azione Civica (MAC)
Dopo la fine della seconda guerra mondiale Jean Thiriart fu condannato a tre anni per collaborazionismo e rientrò in politica in occasione dalla decolonizzazione congolese, partecipando alla fondazione del Movimento di Azione Civica (Mouvement d'action civique, MAC). L'organizzazione, attiva tra il 1960 e il 1962, ebbe un carattere pro-coloniale simile all'OAS francese. Nel 1962,  non reggendo i conflitti interni e la sconfitta elettorale, l'associazione si sciolse dando origine a "Jeune Europe", in cui Thiriart interpretò un ruolo di primo piano.
Il 4 marzo 1962, a Venezia, Thiriart rappresentò il MAC e la destra belga in un convegno in cui, il MSI per l'Italia, il Partito Socialista del Reich per la Germania, lo Union Movement di Oswald Mosley per la Gran Bretagna, tentarono la fondazione di «un Partito nazional-europeo» basato sull'idea di un'Europa unita e non subordinata all'influenza politica statunitense. Un'Europa capace di non rinunciare al recupero delle nazioni del blocco orientale quali Polonia, Bulgaria, Ungheria. Le affermazioni di principio però si scontrarono con i nazionalismi particolarmente vivi nelle destre, e il sostanziale fallimento del convegno di Venezia costrinse Jean Thiriart a immaginare la nascita di un partito rivoluzionario europeo capace di costruire un fronte comune con le forze politiche ancora in grado di opporsi alla spartizione di Jalta.

### Creazione della Giovane Europa
Nel gennaio del 1963 il MAC si trasformò nella Giovane Europa (Jeune Europe), movimento che si diffuse poi in Austria, Germania Ovest, Spagna, Francia, Gran Bretagna, Italia, Paesi Bassi, Portogallo e Svizzera. L'organizzazione, fortemente strutturata, insisteva sulla formazione ideologica organizzando scuole quadri e tentando, fra l'altro, di costituire organizzazioni sindacali comunitarie. Giovane Europa ebbe un suo braccio militare nelle "Brigate rivoluzionarie europee" per la lotta contro quelli che veniva definito l'occupante americano.
Nel tentativo di ottenere un appoggio esterno, l'organizzazione il movimento cercò contatti con la Cina maoista, la Jugoslavia di Tito, la Romania, l'Iraq, l'Egitto e l'Autorità Nazionale Palestinese. Thiriart affermò di aver avuto nel 1968 contatti con Zhou Enlai e con Nasser. Proprio in quell'anno, il 3 giugno, morì Roger Coudroy, un ingegnere francese trentenne della Peugeot, arruolatosi nelle Brigate Europe, ucciso in Palestina nelle file dei fedayyin in uno scontro a fuoco con gli israeliani. Fu il primo europeo a perdere la vita per la causa palestinese.
L'arruolamento antisionista fu però interrotto per le pressioni comunitarie che obbligheranno l'organizzazione a mettere fine a questo progetto. Giovane Europa ottenne negli anni un certo credito e Juan Perón, durante il suo esilio spagnolo, dichiarò di leggere regolarmente "Nation Européenne", la rivista del movimento. Nel 1969 Thiriart rinunciò alla militanza combattente; così, malgrado gli sforzi di una parte dei quadri, Giovane Europa non sopravviverà alla scomparsa dei suoi principali animatori.

## Pensiero teorico
Thiriart rigetta la classificazione abituale e si definisce un teorico del razionale. Per Thiriart una definizione che contrappone destra e sinistra non è adeguata, e ama citare Ortega y Gasset: «essere di sinistra o di destra, è scegliere uno degli innumerevoli modi che si offrono agli uomini d'essere imbecille; tutt'e due i modi di definirsi sono forme di emiplegia morale». Il suo testo fondamentale è Un Empire de quatre cents millions d'hommes, l'Europe ("L'Europa: un impero di 400 milioni di uomini").
In "La Grande Nazione" (primi anni '60), Thiriart traccia un programma politico in 65 tesi a partire dalla constatazione dell'ineluttabilità della dimensione continentale: “non esiste più, attualmente, né indipendenza effettiva, né progresso possibile, al di fuori dei grandi complessi politici organizzati su scala continentale. […] Oggi la dimensione europea è il minimo indispensabile per l’indipendenza”. Thiriart esorta gli europei a pensare in grande e ad abbandonare i veteronazionalismi sciovinisti e fratricidi per un vero nazionalismo europeo: “rifarsi ad un piccolo e antiquato nazionalismo non vitale è una forma di sentimentalismo suicida. Vogliamo un nazionalismo all’altezza del nostro tempo, vogliamo un nazionalismo valido, vogliamo un nazionalismo vitale: il nazionalismo europeo”. 
Secondo Thiriart l'ideale nazionalista grandeuropeo si invererà storicamente ad opera di un partito rivoluzionario, portando all'unificazione del continente e alla sua gestione politica tramite una struttura rigorosamente centralizzata e gerarchizzata di tipo leninista, all'interno della quale “i migliori Europei viv[ranno] l’Europa prima della nascita dello Stato europeo”. 
Da nazionalista pan-europeo, Thiriart rigetta l'idea dell'Europa delle patrie o Europa delle nazioni, vedendo l'Europa federale solo come una possibile fase transitoria verso un vero e proprio Stato-nazione unitario europeo, dotato di un proprio esercito (con armi atomiche) e moneta unica (“la fine del protettorato americano passa per la soppressione della tutela del dollaro e la creazione di una moneta non straniera, europea, basata sulla nostra prodigiosa potenza economica”), in grado di competere alla pari con Stati Uniti e Unione Sovietica. Thiriart si oppone ad entrambe le superpotenze, pur nella consapevolezza che “in un tempo più lontano la frontiera dell’Europa passerà indubbiamente per Vladivostok”. L'antiamericanismo di Thiriart è esplicito:  “domani nessuno vorrà morire per la plutocrazia”.
Per quanto riguarda l'economia, Thiriart sostiene un modello protezionista di economia chiusa su scala continentale basato su "autarchia, indipendenza, potenza, dignità sociale", in contrapposizione tanto al capitalismo quanto al collettivismo marxista ("economia di potenza"):  “esistono, per la pianificazione come per l’autarchia, un valore ed un volume critico, al di sotto dei quali il tentativo è destinato al fallimento. […] Una piccola nazione non può scegliere liberamente il suo tipo di vita economica e sociale; essa deve tener conto di diverse interferenze straniere. Dal che risulta che più una nazione è piccola e più è sottoposta alle influenze straniere. […] Nessun tentativo di socialismo comunitario è vitale al di sotto della dimensione europea”. Né può aver senso un socialismo internazionalista, cosmopolita, mondialista: “La nazione è l’involucro ed il socialismo il suo contenuto”.